# Dante Livio Bianco
Dante Livio Bianco (Cannes, 19 maggio 1909 – Valle Gesso, 12 luglio 1953) è stato un avvocato e partigiano italiano, insignito della medaglia d'argento al valor militare.

## Biografia

### I primi anni e l'antifascismo
Nacque in Francia, dove la famiglia si era trasferita; suo padre era sarto. Studiò al liceo di Cuneo, quindi si iscrisse a Giurisprudenza all'Università degli Studi di Torino. Nel 1928, durante un'aggressione di un gruppo di fascisti al professor Francesco Ruffini, ne prese le difese insieme ad altri studenti, finendo per essere picchiato a sangue dai fascisti. Dopo la laurea, nel 1932 iniziò la carriera di avvocato al tribunale di Torino nello studio di Manlio Brosio di cui era stato allievo.
Al tribunale, nel 1940, fece la conoscenza con il magistrato Alessandro Galante Garrone, con cui scoprì di avere un percorso comune, avendo studiato entrambi legge a Torino con Ruffini, di cui entrambi presero le difese quando fu aggredito; inoltre nel 1932 superarono insieme il concorso per entrare in magistratura, anche se Dante Livio Bianco scelse la carriera di avvocato. Con Galante Garrone nacque una stretta amicizia.

### La Resistenza
(Dante Livio Bianco, da un discorso del 18 settembre 1948, alla presenza del Presidente della Repubblica Luigi Einaudi)
Nel 1942 aderì al Partito d'Azione, appena formatosi in clandestinità. All'indomani dell'armistizio di Cassibile, il 10 settembre 1943, insieme a Duccio Galimberti costituì il primo gruppo armato partigiano di Giustizia e Libertà, chiamandolo Italia libera. Nella primavera del 1944 fu a capo della brigata "Carlo Rosselli", che operava sulle montagne del Cuneese. Di quella brigata faceva parte anche Nuto Revelli. Come comandante partigiano, impose una disciplina severissima, volendo evitare che si arruolassero anche avventurieri e approfittatori; non esitava a far fucilare i briganti e i ladri scoperti a macchiare la reputazione dei partigiani. Fu protagonista anche dei contatti tra la Resistenza italiana e la Resistenza francese che ebbero culmine con gli incontri di Barcelonette e gli incontri di Saretto.
Nel dicembre 1944, alla morte di Duccio Galimberti, lasciò l'attività militare in montagna e ne prese il posto come comandante regionale piemontese di GL.

### Il dopoguerra, la politica da privato cittadino e la morte
Malgrado si sentisse poco portato all'attività politica, subito dopo la Liberazione accettò di essere nominato per il Partito d'Azione alla Consulta Nazionale, l'assemblea che fece le veci del Parlamento dalla Liberazione alle elezioni della primavera 1946. Terminata questa esperienza, tornò alla propria attività di avvocato, rimanendo tuttavia impegnato a mantenere vivi gli ideali della Resistenza.
Nel 1953 fece campagna a favore di Unità Popolare, movimento guidato da Ferruccio Parri e nato per scongiurare l'applicazione della cosiddetta "legge truffa" nelle imminenti elezioni. "Unità Popolare" raccolse solo lo 0,6%, un risultato che segnò l'ennesima e definitiva sconfitta elettorale per gli esponenti del disciolto Partito d'Azione; tuttavia i voti andati a "Unità Popolare" impedirono che la coalizione guidata dalla Democrazia Cristiana ottenesse il premio di maggioranza previsto dalla "legge truffa".
Appassionato di alpinismo, morì durante un'escursione sui "suoi" monti sopra Cuneo, nel luglio 1953. Dieci anni dopo gli venne intitolato un rifugio in Valle Gesso.
Il suo studio legale fu ripreso dapprima da Carlo Galante Garrone, fratello di Alessandro, e quindi da Franzo Grande Stevens che con lui aveva iniziato la carriera forense.

## Opere
Livio Bianco ha lasciato importanti scritti sulla storia della Resistenza in Piemonte, raccolti in Guerra partigiana (1954). Lo scritto Venti mesi di guerra partigiana nel cuneese (1946) fu lodato da Gaetano Salvemini, tra l'altro, per il fatto che Bianco non tentò di valorizzare il solo ruolo dei partigiani giellisti a scapito degli altri, ma «fa continuamente nel racconto la parte che spetta nella resistenza cuneese ai comunisti [...], e non la sopprime, come sta diventando moda fra gli scrittori comunisti per le azioni non comuniste».